# Encentrum sacculiforme
Encentrum sacculiforme är en hjuldjursart som beskrevs av Tzschaschel 1979. Encentrum sacculiforme ingår i släktet Encentrum och familjen Dicranophoridae. Inga underarter finns listade i Catalogue of Life.